# Oh No (OK Go)
| Recensione | Giudizio |
| ---------- | -------- |
| AllMusic   |          |

Oh No è il secondo album in studio della rock band statunitense OK Go, pubblicato il 30 agosto 2005 dalla Capitol Records.

## Tracce
1. Invincible – 3:30
2. Do What You Want – 3:05
3. Here It Goes Again – 2:59
4. A Good Idea at the Time – 3:05
5. Oh Lately It's So Quiet – 3:00
6. It's a Disaster – 3:21
7. A Million Ways – 3:13
8. No Sign of Life – 3:48
9. Let It Rain – 2:56
10. Crash the Party – 2:24
11. Television, Television – 2:39
12. Maybe, This Time – 3:15
13. The House Wins – 4:14
14. 9027 km (traccia fantasma contenuta nel brano "The House Wins") – 34:46

## Formazione
- Damian Kulash Jr. - voce, chitarra, pianoforte, tastiera, percussioni
- Tim Nordwind - basso, coro
- Dan Konopka - batteria
- Andy Duncan - chitarra, pianoforte, tastiera, vibrafono, coro